# Banco do Japão
O Banco do Japão (日本銀行, Nippon Ginkō; BOJ), também conhecido como Nippon Ginko, é o banco central do Japão. O Banco é geralmente chamado de Nichigin (日銀). Sua sede situa-se em Chuo, Tóquio.

## História
Como a maioria das instituições modernas japonesas, o Banco do Japão foi fundado após a Restauração Meiji. Antes da Restauração, todos os feudos do Japão emitiam sua própria moeda, hansatsu, em uma variedade de denominações incompatíveis, mas a Lei da Nova Moeda de Meiji 4 (1871) acabou com isso e estabeleceu o iene como a nova moeda decimal, que tinha paridade com o dólar de prata mexicano. Os antigos Hans (feudos) tornaram-se províncias e suas casas da moeda tornaram-se bancos privados que, no entanto, inicialmente detinham o direito de imprimir dinheiro. Por um tempo, tanto o governo central como esses bancos "nacionais" emitiam moeda. Um período de consequências inesperadas encerrou-se quando o Banco do Japão foi fundado em Meiji 15 (1882) inspirando-se em um modelo belga. Desde então ele foi parcialmente privado (suas ações são negociadas no balcão). Um grande número de modificações baseadas em outros bancos nacionais foram incorporadas no regulamento pelo qual o banco foi fundado. A instituição recebeu um monopólio sobre o controle da oferta monetária em 1884, mas demoraria 20 anos para as notas emitidas anteriormente saírem de circulação.
Após a aprovação da Regulamentação do Papel-moeda Convertível (maio de 1884), o Banco do Japão emitiu seus primeiros papeis-moeda em 1885. Apesar de algumas falhas – por exemplo, o pó de kon'nyaku misturado no papel para prevenir a falsificação tornou as notas apetitosas para os ratos – a iniciativa foi um sucesso. Em 1897, o Japão juntou-se ao padrão-ouro e em 1899 os antigos papeis-moeda "nacionais" foram formalmente descontinuados.

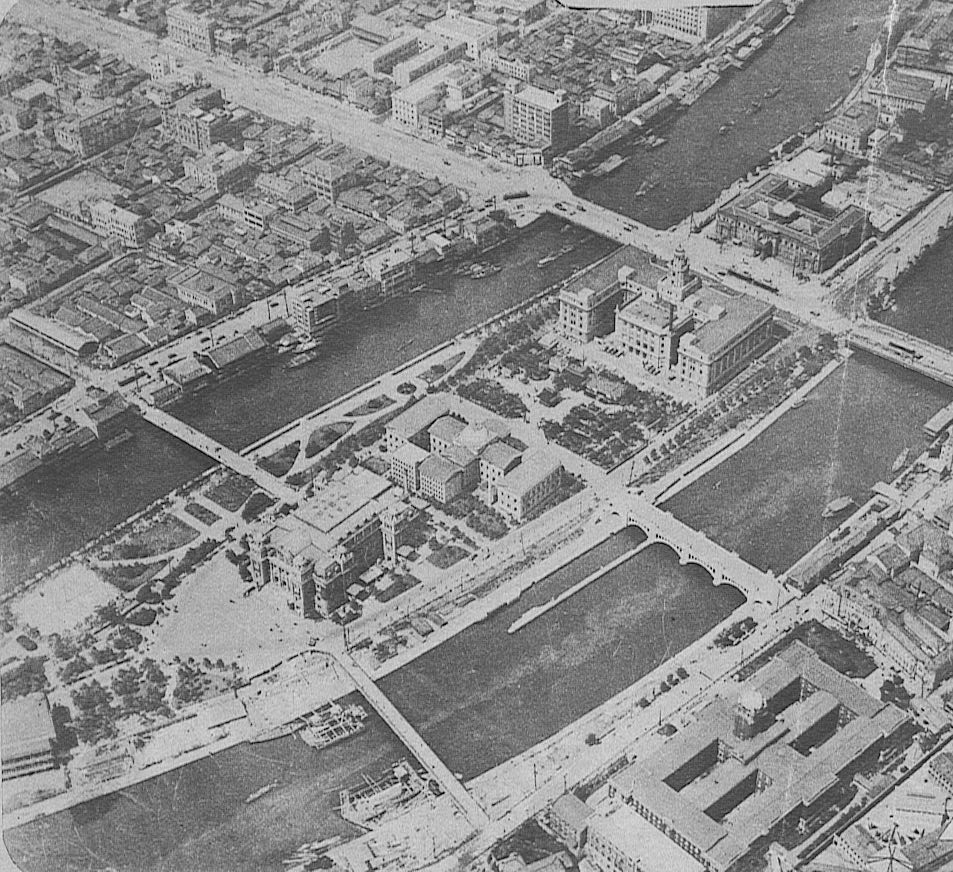
A filial de Osaka do Banco do Japão é vista no topo direito desta fotografia aérea de 1930. A rua ampla em frente do banco é parte do Mido-Suji.

Desde que a era Meiji iniciou, o Banco do Japão operou continuamente dos escritórios principais de Tóquio e Osaka.

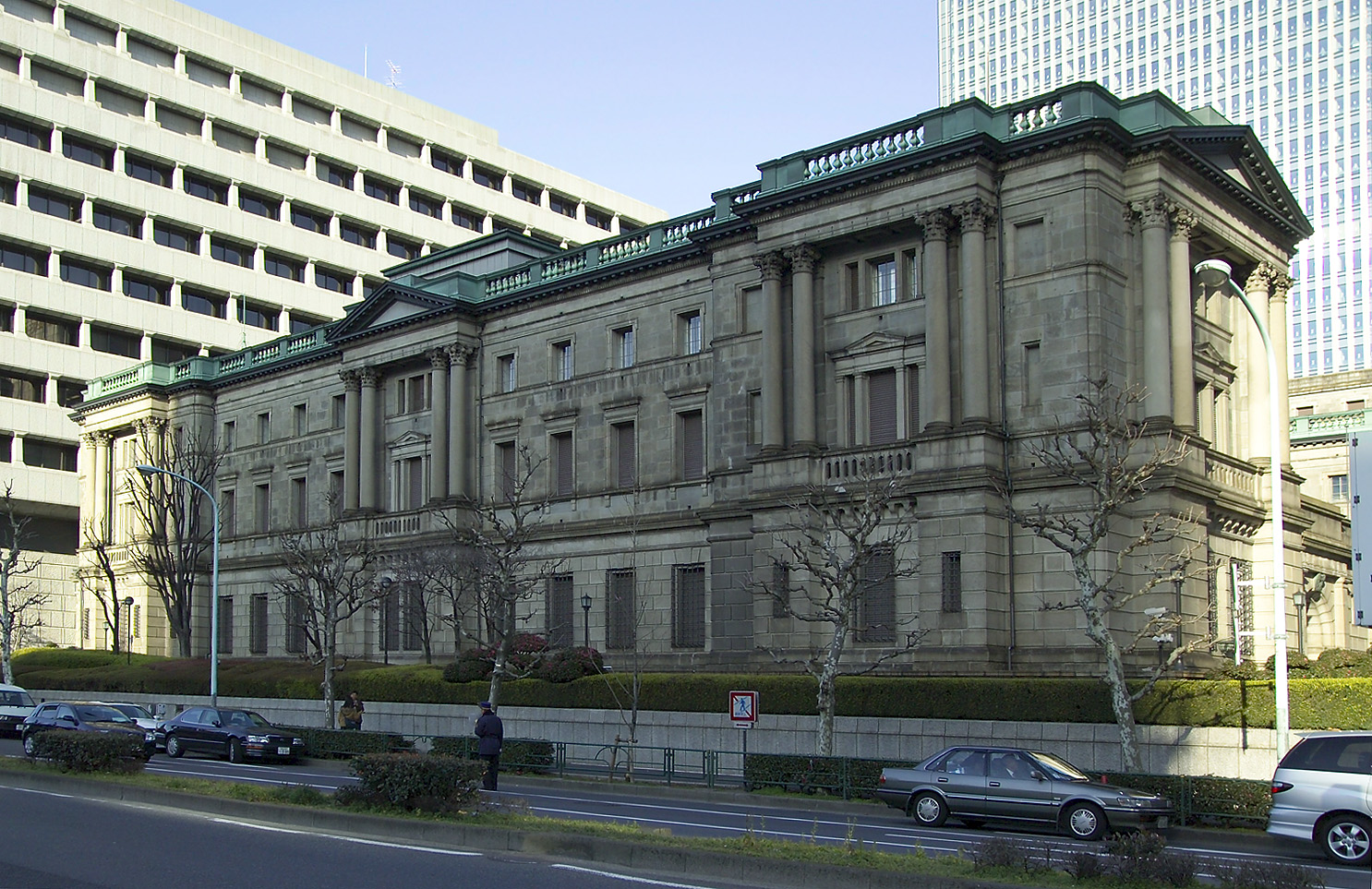
Sede do Banco do Japão.

### Reorganização
O Banco do Japão foi reorganizado em 1942 com a Lei do Banco do Japão de 1942 (日本銀行法 昭和17年法律第67号). Houve um breve período pós-guerra durante a ocupação do Japão quando as funções do banco foram suspensas e uma moeda militar foi emitida. Em 1949, o banco foi novamente reestruturado.
Na década de 1970, o ambiente operacional do Banco evoluiu junto com a transição de uma taxa de câmbio fixa e uma economia fechada para uma economia aberta com uma taxa de câmbio flexível.
Durante todo o período pós-guerra, até pelo menos 1992, a política monetária do Banco do Japão era primariamente conduzida via seus controles de crédito de 'orientação pela janela' (窓口指導）(que é a principal ferramenta de política monetária do modelo do banco central chinês), no qual o banco central imporia cotas de crescimento do crédito do banco aos bancos comerciais. A ferramenta foi fundamental na criação da 'bolha econômica' da década de 1980. Ele foi implementado pelo 'Departamento de Negócios' (営業局), que era liderado durante os anos da bolha, de 1986 a 1989, por Toshihiko Fukui (que tornou-se vice-presidente na década de 1990 e presidente em 2003).
Uma grande revisão em 1997 da Lei do Banco do Japão [jp] foi projetada par dar a ele uma maior independência; no entanto, o Banco do Japão foi criticado por já possuir uma independência excessiva e carecer de prestação de contas antes de a lei ser promulgada. Um certo grau de dependência estaria previsto na nova Lei. O artigo 4º afirmava:
Em reconhecimento ao fato de que a moeda e o controle monetário são sobretudo um componente de política econômica, o Banco do Japão deveria sempre manter contato próximo com o governo e trocar opiniões de modo que seu controle monetário e a posição básica da política econômica do governo fossem mutuamente harmoniosas.
No entanto, desde a introdução da nova lei, o Banco do Japão tem rejeitado de forma persistente os pedidos do governo para estimulara economia.
Após a eleição do Primeiro-Ministro Shinzo Abe, o Banco do Japão, com a persistência de Abe, tomou medidas proativas para conter a deflação no Japão. Em 30 de outubro de 2012, o Banco do Japão anunciou que reaizu mais ações de relaxamento monetário pela segunda vez em um mês. Sob a liderança do novo presidente [Haruhiko Kuroda]], o Banco do Japão divulgou um comunicado em 5 de fevereiro de 2013 anunciando que compraria ações e títulos a um valor de 60-70 trilhões de ienes por ano em uma tentativa de dobrar a oferta monetária do Japão em dois anos.

## Missão

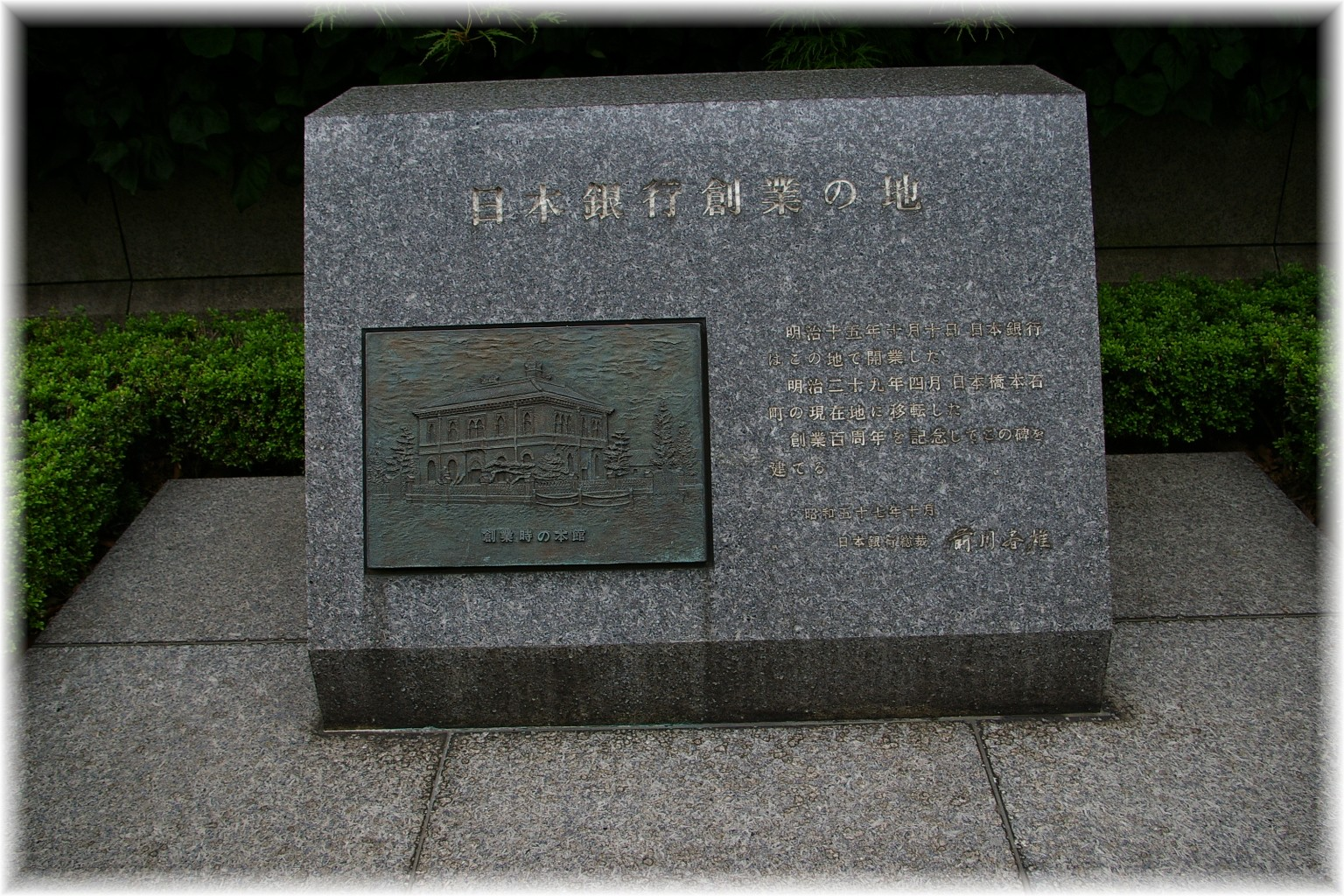
O local de fundação do Banco do Japão

De acordo com seu estatuto social, as missões do Banco do Japão são:
- Emissão e administração de papel-moeda
- Implementação da política monetária
- Prestação de serviços de liquidação e assegurar a estabilidade do sistema financeiro
- Operações relacionadas ao Tesouro e aos títulos do governo
- Atividades internacionais
- Compilação de informações, análises econômicas e atividades de pesquisa

## Localização

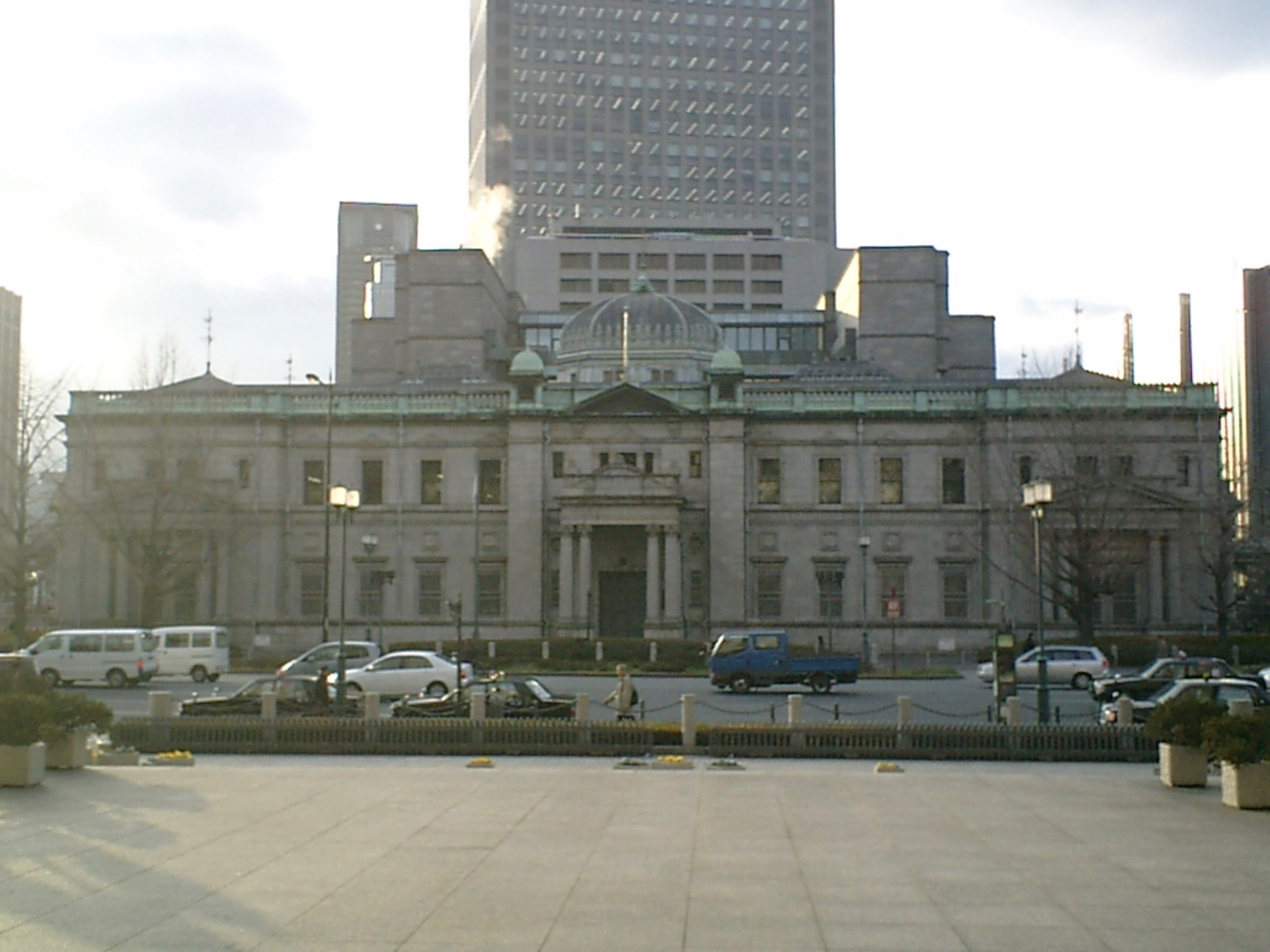
A filial de Osaka do Banco do Japão

O Banco do Japão tem sua sede em Nihonbashi, Tóquio, no local de uma extinta casa da moeda de ouro (o Kinza) e, não por coincidência, próximo ao famoso distrito de Ginza, cujo nomes significa "casa da moeda de prata". O edifício neo-barroco do Banco do Japão em Tóquio foi projetado por Tatsuno Kingo em 1896.
A filial de Osaka em Nakanoshima é algumas vezes considerado como a estrutura que efetivamente simboliza o banco como uma instituição.

## ver também
- Banco da Inglaterra
- Economia do Japão
- Banco Central Europeu
- Sistema de Reserva Federal dos Estados Unidos
- Iene